# Peter Zoller
Peter Zoller (Innsbruck, 16 settembre 1952) è un fisico austriaco.
È professore all'Università di Innsbruck, dove lavora nei campi dell'ottica quantistica, della fisica atomica e dell'informazione quantistica. È noto soprattutto per i suoi pionieristici lavori sulla computazione quantistica, la comunicazione quantistica e per contributi nell'ottica e nella fisica dello stato solido.
Nel 2013 gli è stato assegnato il Premio Wolf per la fisica.